# Codfisheiland
Codfish-eiland of Whenua Hou is een eiland voor de kust van Stewarteiland in het uiterste zuiden van Nieuw-Zeeland. Het ligt ten westen van Big South Cape-eiland. Het is 14 km² groot. Het eiland is een natuurreservaat, Whenua Hou Nature Reserve, is dicht begroeid en is onbewoond op een onderzoeksstation van de natuurbescherming na. De grond is moerassig.

## Geschiedenis
De Maori zijn sterk verbonden met het eiland, en er wordt gezegd dat de voorouders van de Rakiura Maori op Codfish-eiland woonden. Het was ook een stopplaats voor de Ngāi Tahu die op weg waren naar de Titi/Muttonbird-eilanden.
Kapitein Cook zag Stewart-eiland in 1770, maar hij tekende het eiland als een kaap van het zuidereiland. Berichten over walvissen en dolfijnen trokken de eerste Europese bewoners, en in 1818 werd Codfish-eiland een van de eerste geïntegreerde Maori/Europese nederzettingen waar gemengde huwelijken waren toegestaan. De kolonisten kregen toestemming van de Rakiura Maori om zich er te vestigen. In 1844 woonden er 44 mensen op het eiland.

## Natuurbescherming
Het eiland is in de 20e eeuw een veilige haven voor veel verschillende vogels, en in het bijzonder voor de kakapo waar er wereldwijd nog maar zo'n 87 van voorkomen. Het enige zoogdier dat er voorkomt is de vleermuis Mystacina tuberculata. In 1997 en 1998 was er een programma om de Polynesische rat (Rattus exulans), van het eiland te verwijderen om zo de vogels een betere kans op overleven te geven. Er zijn sinds 1999 geen ratten meer gevangen.